# Geraldina Guerra Garcés
Geraldina Guerra Garcés (nascida no século XX, no Equador) é uma ativista equatoriana que luta contra o feminicídio por meio da coleta de informação e elaboração de mapas sociais.

## Ativismo
Geraldina Guerra Garcés trabalhou na defesa dos direitos das mulheres desde 2006. Ela dirige a Aliança Feminista para o Mapeamento do Feminicídio no Equador e é a face visível da Rede Nacional de Abrigos para vítimas de violência de gênero no Equador. A partir de 2021, tornou-se presidente da Aldea Foundation, especializada em mapeamento social de feminicídios no Equador.

## Reconhecimento
Em 2022, foi incluída na lista das 100 mulheres mais inspiradoras do mundo, lançada pela BBC.